# Okolonia
Okolonia (lit. Ažunerė; pol. hist. Kolonia Zawilejska) – wieś na Litwie, w okręgu wileńskim, w rejonie wileńskim, w gminie Bezdany, nad Wilią.

## Historia
W dwudziestoleciu międzywojennym zaścianek leżący w Polsce, w województwie wileńskim, w powiecie wileńsko-trockim, w gminie Rzesza. W 1931 miejscowość liczyła 85 mieszkańców, zamieszkałych w 8 budynkach.
Po II wojnie światowej w granicach Związku Sowieckiego. Od 1991 na niepodległej Litwie.